# Piwnica pod Baranami

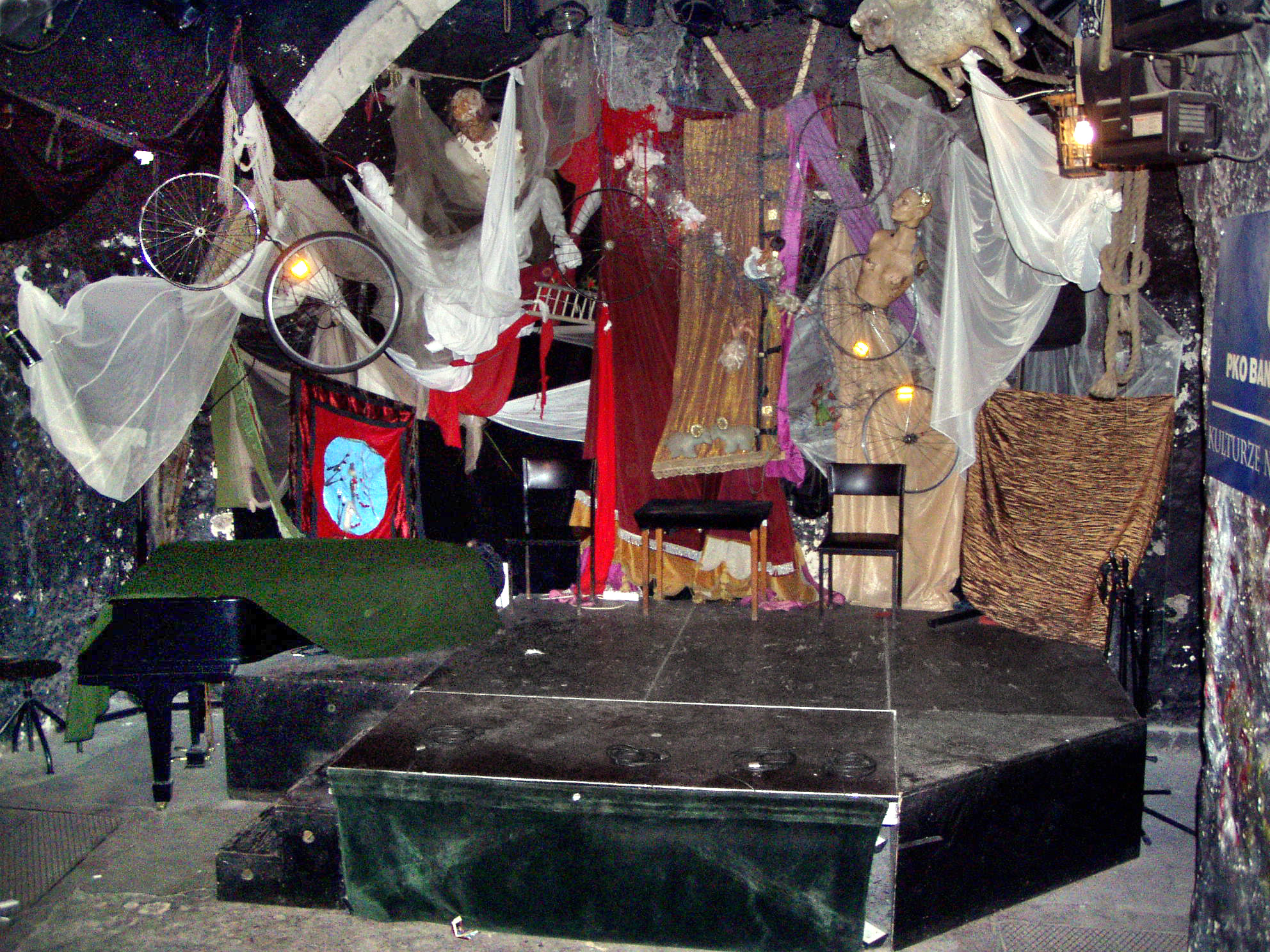
Piwnica pod Baranami (Szenenbild aus dem Jahr 2010)

Die Piwnica pod Baranami (Keller zu den Widdern) ist eine Kleinkunstbühne am Hauptmarkt in Krakau. Das Theater entstand in dem gleichnamigen ehemaligen Adelspalais im Zuge der Liberalisierungspolitik unter Władysław Gomułka im Jahre 1956. Gründer war eine Gruppe von Studenten an den Krakauer Kunstakademien. In den folgenden 40 Jahren wurden unter der Ägide des Impresario Piotr Skrzynecki eine Vielzahl kleiner Stücke und Lieder aufgeführt sowie Kabarettabende organisiert, die an die große Tradition des Krakauer Kabaretts aus der Zeit der Jahrhundertwende anknüpften. Bis zum Tode Skrzyneckis im Jahre 1997 traten die berühmtesten polnischen Musiker und Schauspieler hier auf, manch eine wichtige Karriere begann dort. Dazu gehörten die Jazzmusiker Krzysztof Komeda und Andrzej Kurylewicz, die Chansonsänger Ewa Demarczyk, Marek Grechuta und Grzegorz Turnau. Zu den Komponisten des Hauses gehört auch der später durch die Filmmusik für Krzysztof Kieślowski bekannt gewordene Zbigniew Preisner.

## Künstler
- Bronisław Chromy
- Ewa Demarczyk
- Leszek Długosz
- Anna Dymna
- Wiesław Dymny
- Janina Garycka
- Jan Güntner
- Krzysztof Komeda
- Zygmunt Konieczny
- Andrzej Kurylewicz
- Tadeusz Kwinta
- Kika Lelicińska
- Krzysztof Litwin
- Barbara Nawratowicz
- Jan Nowicki
- Maria Nowotarska
- Mirosław Obłoński
- Joanna Olczak-Ronikier
- Agnieszka Osiecka
- Krzysztof Penderecki
- Joanna Plewińska
- Janusz Radek
- Stanisław Radwan
- Irena Kika Szaszkiewiczowa
- Mieczysław Święcicki
- Dorota Terakowska
- Jerzy Turowicz
- Andrzej Wajda
- Piotr Walewski
- Kazimierz Wiśniak
- Leszek Wójtowicz
- Krystyna Zachwatowicz
- Andrzej Zarycki